# Henri-Clotaire Descamps
Pour les articles homonymes, voir Descamps.
Henri-Clotaire Descamps (né à Fromelles le 20 avril 1906 - mort décapité à la prison de Brandebourg-sur-la-Havel, 5 décembre 1942) est un militaire et un résistant français.

## Biographie
Henri Descamps commence sa carrière au 171e régiment d'infanterie (RI) de Soissons, puis rejoint le 8e régiment d'infanterie stationné en Allemagne en 1929. Officier sorti du rang (il est admis à l'École Militaire d'Infanterie en 1931), il rejoint le 32e régiment d'infanterie puis la gendarmerie de Le Quesnoy et Valenciennes. Influencé par l'Action française, il se tient au devoir de réserve[réf. souhaitée]. Poète et écrivain à ses heures[réf. souhaitée], il fait la campagne de 1940 au groupe de reconnaissance de la 2e division d'infanterie. 
Le 14 août 1940, Descamps est affecté au poste de commandant de la section de gendarmerie de Soissons, en zone occupée. Il refuse l'humiliation de l'Armistice et s'engage très tôt dans la Résistance. Il prend rapidement la tête du groupe de Soissons du mouvement La Vérité française.
Descamps s'occupe de filières d'évasion de prisonniers de guerre. Il participe à la diffusion du bulletin clandestin du mouvement dont il assure la liaison avec la nébuleuse du groupe du musée de l'Homme et avec le groupe de Tony Ricou[réf. souhaitée].
Le 25 novembre 1941, la Geheime Feldpolizei[réf. nécessaire] fait irruption chez lui. Ayant voulu échapper à l'arrestation, il est blessé par balles. Les Allemands confisquent les écrits du capitaine qui ne lâchera pas un nom pendant les interrogatoires.
Le 30 mai 1942, avec plusieurs compagnons, il est condamné à mort par le tribunal militaire allemand de la rue Boissy d'Anglas. 
Le 14 septembre 1942, dans le même convoi que ses amis, Descamps est déporté en Allemagne, d'abord à la prison de Karlsruhe, puis au bagne de Rheinbach, ensuite à celui de Sonnenburg.
Le 5 décembre 1942, avec Maurice Moreau, André Meurque et le père Joseph Guihaire, Descamps est guillotiné à la prison de Brandebourg-Görden. Selon ses biographes Colette Couvreur et Pierre Descamps, il aurait plutôt été décapité à la hache, mais il s'agit vraisemblablement là d'une erreur de traduction de l'allemand. En effet, l'usage de la hache pour les exécutions capitales a été progressivement abandonné entre 1936 et 1938 par l'Allemagne nazie, qui ne l'a dès lors utilisé qu'à titre exceptionnel à la prison de Bützow (de) d'avril à juin 1942.    
Le chef d'escadrons Descamps disait : "J'ai toujours suivi le chemin de l'honneur".
Il est promu à titre posthume au grade de chef d’escadron en août 1946.

## Distinctions
- Chevalier de la Légion d'honneur[Quand ?][2] ;
- Croix de guerre 1939–1945[2] :
- Médaille de la Résistance française à titre posthume (décret du 29 novembre 1955)[7] ;
- Mort pour la France[8].

## Hommages
- Son nom est donné à la promotion 1964-1965 de l'école des officiers de la gendarmerie, à la caserne de Valenciennes et à la gendarmerie de Soissons[2].
- Une rue de Soissons porte son nom.